# Casa individuală de pe strada Alexandru Bernardazzi, 95
Casa individuală de pe strada Alexandru Bernardazzi, 95 este un monument de arhitectură de însemnătate națională din orașul Chișinău, construită în 1912.

## Istorie
În 1904, nobilul Mihail Karcevski, proprietar al vilei alăturate, a cumpărat acest teren viran și l-a alăturat sectorului său. În 1912 a fost ridicată casa de raport, sub supravegherea arhitectului Mitrofan Alexandru Elladi, care posibil a fost autorul proiectului.

## Arhitectură
Stilul arhitectural este modern.
Clădirea a fost ridicată într-un parter, pe un plan unghiular și pe un demisol înalt. A fost concepută pentru patru apartamente. Două din acestea au soluția planimetrică identică: câte trei odăi cu bucătărie și cu intrări din stradă și din curte, grupate alături dar separate. În aripa alungită în adâncul curții se află câteva garsoniere cu acces din curte.
Fațada principală este simetrică, cu trei rezalite: două laterale și unul central, în care se află cele două intrări în apartamente. Schema compozițională cuprinde opt axe, dintre care șase goluri de ferestre și două de uși. Rezalitul central are o siluetă plastică, cu partea superioară a pereților înclinată, încununată de două tumbe și o terminație în segment de arc, sub care este incizată o compoziție florală modernă. Rezalitele laterale se evidențiază printr-o înălțime mai mare. Arhitectura include forme din plastica decorativă a imobilului alăturat, cum ar fi carourile din ceramoplastică, conturul ogival al arcurilor de descărcare deasupra golurilor ferestrelor, denticulele de sub cornișă. Casa individuală este una din puținele clădiri în stil modern la care s-au păstrat elementele de feronerie și tâmplărie (canaturile și tăbliile ușilor), caracteristice stilului.